# اشرف لزعر
اشرف لزعر (زادهٔ ۲۲ ژانویهٔ ۱۹۹۲) بازیکن فوتبال اهل مراکش است.
از باشگاه‌هایی که در آن بازی کرده‌است می‌توان به پالرمو، نیوکاسل یونایتد، بنونتو و شفیلد ونزدی اشاره کرد.
وی همچنین در تیم ملی فوتبال مراکش بازی کرده‌است.